# T.T.L(Time To Love)
T.T.L（Time To Love）（タイムトゥラブ）、は、2009年に結成された、韓国の音楽グループ超新星とT-ARAの楽曲及びコラボレーションユニット名。

## 概要
T.T.L（Time To Love）は、韓国の6人組男性ヴォーカル・ダンスグループである超新星と、同じく韓国の6人組女性歌手グループT-ARAで構成されたコラボユニット。ユニット名は「Time To Love：初恋する時」という意味。元々T.T.L（Time To Love）は楽曲のみを指していたが、日本進出を機にユニット名となった（それ以前はT-ARA&超新星と言った形でクレジットされていた）。

## 活動

### 2009年
9月15日、超新星のジヒョク、グァンス、ゴニルと、T-ARAのウンジョン、ヒョミン、ジヨン、ソヨンの7人によるプロジェクトシングル『T.T.L(Time To Love)』をリリース。8つの音楽ウェブサイトチャートで1位に輝く。
10月9日、継続曲『T.T.L Listen2』をリリース。前曲では不参加だった超新星のユナク、ソンジェ、ソンモと、T-ARAのキュリ、ボラムも参加し、12人で活動。音楽番組チャートでも上位にランクインした。
11月27日に発売されたT-ARAのファーストアルバム『Absolute First Album』に『T.T.L（Time To Love）』『T.T.L Listen2』が収録された。

### 2010年
2月23日、T-ARAが超新星と共に日本へ進出することがニュースサイトを通して明らかになった。
3月17日、東京で行われた記者会見で、T.T.LとしてガストのCMに出演することが発表された。特設ページも公開され、T.T.Lとして初の日本語曲である『J.P.』を発表。着うたも限定配信されている。5月にはシングルがオフライン発売される予定。

## メンバー
超新星
- グァンス
- ジヒョク
- ゴニル
- ユナク (「T.T.L Listen2」から参加)
- ソンジェ (「T.T.L Listen2」から参加)
- ソンモ (「T.T.L Listen2」から参加)

T-ARA
- ウンジョン
- ヒョミン
- ジヨン
- ソヨン
- ボラム (「T.T.L Listen2」から参加)
- キュリ (「T.T.L Listen2」から参加)

## リリース作品

### デジタルシングル（韓国）
- T.T.L（Time To Love） (2009年9月15日)

- T.T.L Listen 2 (2009年10月9日)

### アルバム
- T-ARA's Best of Best 2009-2012 〜KOREAN ver.〜（2012年10月10日・17日）

## ミュージックビデオ
- T.T.L（Time To Love）
- T.T.L Listen 2

## 受賞経歴
プロジェクトシングル「T.T.L（Time To Love）」は韓国国内音楽サイト8サイトのチャート1位を全部制覇。

## 出演

### CM(日本)
- 株式会社すかいらーく　ガスト韓国フェア(2010年)